# Mario Bravo
Mario Humberto Nicolás Bravo (La Cocha, Tucumán, 27 de junio de 1882 - Buenos Aires, 17 de marzo de 1944) fue un político socialista argentino.

## Biografía
Cursó estudios de abogacía en Buenos Aires; mientras trabajaba como periodista, escribía sus primeros versos y se iniciaba en la militancia política en el Partido Socialista. Se recibió de abogado en 1905, y se doctoró con la tesis Legislación del trabajo. Tras un breve regreso a Tucumán, decidió radicarse en Capital Federal.
Dirigente ya del socialismo, fue secretario de redacción y director de La Vanguardia (1907-08). En 1913, lo eligieron diputado nacional, hasta 1914; sería reelegido en 1914-18 y 1918-22. Su actuación parlamentaria tuvo tono destacado. Presentó proyectos importantes de reivindicación laboral e intervino en debates de grandes cuestiones nacionales. 
En 1923, fue elegido senador nacional. Realizó, en 1928, una gira por Europa, y participó en el Congreso Internacional Socialista de Bélgica ese mismo año fue  candidato a presidente. Al ocurrir la revolución de 1930, se concentró en su tarea periodística en La Vanguardia, donde haría un análisis crítico de ese proceso desde la columna Mirador. Tales textos y otros serían compilados, luego, en La Revolución de ellos (1932).
Nuevamente senador nacional en 1932, hasta 1938, le correspondió activa discusión en las discusiones sobre armamentos. Derrotada su candidatura a una nueva banca en 1939, se dedicó otra vez al periodismo militante, primero en La Vanguardia, que dirigió, y luego en el semanario Argentina Libre.
En 1942 volvió al Congreso, como diputado por la Capital Federal. Antes de fallecer legó su notable biblioteca a la Facultad de Derecho y Ciencias Sociales de la Universidad Nacional de Tucumán.

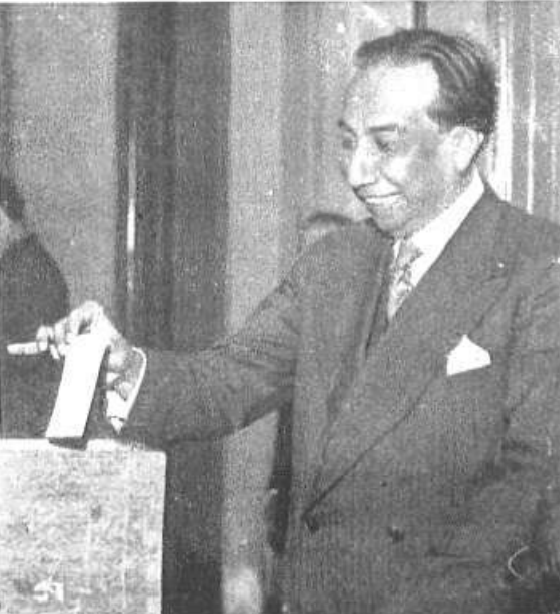
Mario Bravo, candidato a senador en las elecciones de Noviembre, 1931, emite su voto.

## Obra
- Poemas del campo y de la montaña (1909)
- La huelga de mayo (1909)
- Movimiento socialista y obrero (1910)
- Canciones y poemas (1918), poemas
- Canciones de la soledad (1920), poemas
- Cuentos para los pobres (1923), cuentos
- Capítulos de la legislación obrera (1925)
- Sociedades Cooperativas (1926)
- Derechos civiles de la mujer (1927)
- En el surco (1929), novela
- La Revolución de ellos (1932)